# Arrêt maladie
Un arrêt maladie, parfois appelé "arrêt de travail pour maladie", est une procédure par laquelle un médecin ordonne à un salarié ou à une profession indépendante de cesser de travailler pendant une durée précise car il estime que cet arrêt est nécessaire à sa guérison.
Cette procédure requiert une consultation chez un médecin qui remet au patient un avis d'arrêt de travail qu'il doit compléter et transmettre dans un délai très rapide à la Sécurité sociale et à son employeur.
Cette procédure permet une indemnisation partielle de la personne, qui ne reçoit plus de rémunération pendant cette période, mais seulement à partir d'un certain délai, appelé délai de carence, dont la durée a varié selon les époques et les secteurs et qui était en 2024 de trois jours.

## En France

### Histoire
En France, dès 1928, la loi prévoit pour l'assuré malade, d'après attestation médicale, le droit, dès le sixième jour, à une indemnité par jour ouvrable d'un demi-salaire quotidien, jusqu'à la guérison ou la consolidation de la blessure pour un maximum de six mois.
L'article 7 du décret-loi du 28 octobre 1935 modifie cette loi. Elle garantit toujours à l'assuré malade le droit dès le sixième jour à une indemnité. Elle précise que l'indemnité est due par jour ouvrable. Cette indemnité est alors de trois à dix-huit francs. L'indemnité est dorénavant due dès le quatrième jour, si l'assuré a au moins trois enfants à sa charge.

### Procédure
En cas d'arrêt maladie, les salariés du secteur privé et les fonctionnaires doivent transmettre dans les 48 heures un certificat médical.
Les fonctionnaires (stagiaires ou titulaires) en congé de maladie ordinaire (CMO, moins d'un an) conservent l'intégralité de leur traitement indiciaire pendant trois mois, et la moitié pendant les neuf mois suivants. Le supplément familial de traitement (SFT) et l'indemnité de résidence continuent à être versés intégralement.
Dans la fonction publique d'État, les primes et indemnités sont versées, pour l'essentiel, dans la même proportion que le traitement indiciaire. Dans la fonction publique territoriale, les conditions de suspension ou de maintien des primes sont définies par délibération de la collectivité territoriale. Dans la fonction publique hospitalière, il n'existe pas de règles sur ce point.
En cas d'accident de travail ou de maladie professionnelle imputés au service, le fonctionnaire perçoit également l'intégralité de son traitement, jusqu'à la reprise du travail ou son départ à la retraite.

### Économie de l'arrêt maladie

#### Volumes
Pour la fonction publique d'État, le nombre de jours d'arrêt maladie est de treize jours par an en moyenne par agent (2003). Les chiffres varient de six au ministère de la jeunesse et des sports, dix-neuf dans la police nationale, et vingt-trois au ministère de l'outre-mer. Dans la fonction publique hospitalière, le nombre moyen de jours d'arrêts par agent est de 14,2 jours en 2008. Dans la fonction publique territoriale, c'est dix-huit jours par an et par agent.
Dans le secteur privé, l'assurance maladie ne compte que les jours indemnisés, après les trois jours de carence. Deux cent trois millions de jours ont été indemnisés en 2010, soit une moyenne de dix jours indemnisés par salarié, ou treize jours par salariés en 2010, en comptant les trois jours de carence non indemnisés (sans compter les arrêts de moins de trois jours).

#### Évolution
En 2011, les indemnités journalières maladie représentent 6,6 milliards d'euros de dépenses par an.
Elles progressent (par exemple de + 3,9 % en 2010, + 5,1 % en 2009), et de 2014 à 2017 les indemnités pour arrêts de travail croissent de 4 à 5 % par an (environ deux fois plus vite que la hausse moyenne des dépenses de soins, ce qui s'explique par plusieurs raisons :
- la population augmente ;
- Avec la fin du baby boom, la population générale vieillit, et la population active vieillit également (en raison du recul de l'âge du départ à la retraite. la durée moyenne des arrêts s’accroît statistiquement avec l’âge ce qui implique des dépenses plus élevées (Vers 2015, 41 % des arrêts maladie indemnisés en France concernent ainsi des bénéficiaires de plus de 50 ans) ;
- les dépenses de santé progressent globalement (4 à 5 milliards d’euros/an supplémentaires dans les années 2010) ;
- les périodes de reprise économique, s'accompagnent d'une augmentation du nombre de personnes en emploi, ce qui entraine mécaniquement une hausse du nombre potentiel d'arrêts de travail ;
- dans certains pays l'espérance de vie en bonne santé semble diminuer. En France, en 2018 alors que le gouvernement veut faciliter les temps partiels thérapeutiques pour freiner la croissance du nombre d'arrêts maladie, Nicolas Revel (qui dirige l’Assurance maladie) demande aux employeurs de mieux prévenir les pathologies professionnelles[6].

Sous l’influence du droit européen, la France a modifié sa législation sur les congés payés, dont en reconnaissant le droit pour les salariés en arrêt maladie — qu’il soit professionnel ou non — d’acquérir des jours de congés payés durant leur absence. Cette évolution, entérinée par la loi n°2024-364 du 22 avril 2024, résulte de plusieurs arrêts de la Cour de cassation s’appuyant sur la directive 2003/88/CE et la Charte des droits fondamentaux de l’UE, qui garantissent à tout travailleur un droit au repos non conditionné à une activité effective ; mais en 2025, la législation française reste en retard sur certains points par rapport au droit européen, notamment en cas d’arrêt maladie survenant pendant une période de congés payés, où le droit au report des jours non pris demeure incertain, malgré une jurisprudence européenne claire en faveur du salarié.

### Paiement

#### Dans le secteur privé (salariés)
Dans le secteur privé, la sécurité sociale paye une indemnité dès le quatrième jour. Cette indemnité couvre une partie du traitement; elle peut être complétée par l'employeur, en fonction notamment du minimum de la législation et de la convention collective applicable. L'employeur est libre de choisir d'assurer le maintien du salaire ou de ne payer que le minimum réglementaire. En cas de maintien du salaire, l'employeur déduit du salaire ce que la sécurité sociale verse à l'assuré, sauf si les indemnités de la sécurité sociale sont versées à l'employeur (subrogation).

##### Jours de carence
Jusqu'en 2011, les salariés malades du secteur privé recevaient des indemnités journalières versées par la Sécurité sociale (France) après un délai de carence de trois jours.
Lorsque le salarié a un an d'ancienneté, l'employeur a l'obligation de verser des indemnités complémentaires à l'indemnité journalière de sécurité sociale. Ces indemnités complémentaires peuvent être assujetties à une période de carence de sept jours. Ces indemnités complémentaires sont versées en fonction de l'ancienneté du contrat de travail.
Les indemnités sont souvent compensées par l'employeur dans les grandes entreprises[réf. nécessaire].
Au contraire, les fonctionnaires étaient indemnisés par leur employeur dès le premier jour d'arrêt ; l'instauration d'un jour de carence, votée par les députés le 16 novembre 2011 et appliquée depuis le 1er janvier 2012, a décalé cette indemnisation d'un jour.
Le délai de carence ne s'applique pas dans le cas d'un arrêt pour accident du travail ou maladie professionnelle, ni dans le cas d'un congé maternité, d'un congé paternité ou d'un congé d'adoption.
Le jour de carence pour les fonctionnaires est abrogé par le gouvernement Ayrault, abrogation effective à partir du 1er janvier 2014. Début juillet 2017, Gérald Darmanin, ministre de l'Action et des Comptes publics, a annoncé l'intention du gouvernement de rétablir le jour de carence dans la fonction publique en 2018.

##### Taux d'indemnisation
Au-delà du huitième jour d'arrêt, l'employeur doit compléter l'indemnité de base pour les salariés qui ont plus d'un an d'ancienneté, afin que l'indemnité totale atteigne au moins 90 % de leur salaire brut. Il s'ajoute ainsi un complément versé par l'employeur, en particulier si le salarié bénéficie d'une année d'ancienneté. Il reçoit alors 90 % puis 66 % de son salaire brut (y compris les indemnités journalières). Cette proportion varie selon son ancienneté, par exemple 90 % pendant les 30 premiers jours si l'ancienneté est de 1 à 5 ans, 40 jours si elle est d'au moins 6 ans, 50 jours si elle est d'au moins 11 ans, etc. Les conventions collectives ou accords collectifs de branche peuvent prévoir une indemnisation plus avantageuse.

##### Conventions collectives
Le paiement de ces arrêts maladies est également régi par les conventions collectives.
Ainsi, la convention syntec prévoit pour les collaboratrices anciennes de plus d'un an dans l'entreprise le maintien intégral de leurs appointements mensuels pendant la durée du congé légal de maternité sous déduction des indemnités versées par la sécurité sociale et les régimes de prévoyance.
De même, la convention syntec prévoit le maintien des appointements ou de la rémunération.
Dans d'autres conventions collectives, comme la convention collective nationale de la coiffure et des professions connexes, le paiement d'indemnités compensatrices est laissé à la libre initiative de l'employeur.

##### Législations locales
Le code civil local d'Alsace-Moselle prévoit dans son article 616, pour un salarié de droit privé dont le lieu de travail est l'Alsace et la Moselle, le maintien du salaire, pour une absence « d'une durée relativement sans importance », dès le premier jour, déduction faite des indemnités de sécurité sociale.

#### Dans le secteur public (fonctions publiques)
Dans la fonction publique, les agents perçoivent l'intégralité de leur salaire en cas d'arrêt maladie, dès le premier jour d'arrêt, pendant trois mois. L'État prend en charge l'intégralité du traitement les trois premiers mois, mis à part certaines primes liées à l'activité qui restent marginales dans l'éducation nationale, mais peuvent représenter bien plus dans d'autres corps. L'instauration d'un jour de carence, votée par les députés le 16 novembre 2011, fait toutefois perdre un jour de traitement.
Depuis le 1er avril 2025 l'agent en arrêt maladie perçoit 90% de son traitement pendant les 3 premiers mois d'arrêt. Le jour de carence est en outre maintenu.

#### Plafond d'indemnisation
Le plafond d'indemnisation est situé à 48,40 euros par jour (soit 50 % de 2,15 smic) en 2011. Il devrait être abaissé à 40,40 euros par jour, soit 50 % de 1,8 smic en 2012. Tous les salariés rémunérés au-delà de 2 500 euros bruts seront concernés, sauf lorsque leur employeur compense la baisse de salaire lors de leur arrêt maladie. Cette baisse du plafond d'indemnisation doit rapporter 150 millions d'euros au régime d'assurance-maladie, nécessaires pour tenir l'objectif gouvernemental de 2,5 % d'augmentation des dépenses de santé en 2012.

### Réformes de 2012 et 2018
En novembre 2011, il a été suggéré l'idée d'appliquer un quatrième jour de carence aux salariés du secteur privé en arrêt maladie. Le gouvernement Fillon attend ainsi faire une économie de 200 millions d'euros pour la Sécurité sociale. Il a institué un jour de carence dans les trois fonctions publiques au 1er janvier 2012 ; il a justifié ce jour de carence par souci d'équité privé-public.
Si l'instauration d'une quatrième journée de carence dans le secteur privé est une mesure réglementaire, l'instauration d'une première journée de carence pour les fonctionnaires nécessite une modification législative inscrite dans la Loi. Les députés ont voté cette mesure dans la nuit du mardi 15 novembre 2011 au mercredi 16, dans le cadre de l'examen du budget 2012. Cette mesure représente une économie de 120 millions d'euros et fait partie des mesures devant rapporter 500 millions d'euros d'économies supplémentaires dans les dépenses de l'État en 2012. L'amendement du gouvernement s'applique aux « fonctionnaires, militaires et à l'ensemble des agents non titulaires de droit public », selon le texte. Il a été voté par 51 voix contre 16.
Le jour de carence dans la fonction publique a été supprimé le 1er janvier 2014, sur proposition de Marylise Lebranchu, ministre de la fonction publique de l’époque, avait jugé cette mesure « injuste, inutile et inefficace », mais le ministre de l’action et des comptes publics Gérald Darmanin du gouvernement Philippe nommé par Emmanuel Macron annonce le 6 juillet 2017 son rétablissement pour janvier 2018 « conformément à l’engagement du président de la République . ». Ce jour de carence devient effectif par la loi de finances du 30 décembre 2017.